# Maus Frères Holding
Die Maus Frères Holding ist ein Schweizer, in Familienbesitz befindliches Einzelhandelsunternehmen mit Sitz in Genf.
Zum Unternehmen gehören direkt oder über Tochtergesellschaften u. a. die Warenhauskette Manor und die Restaurantkette Manora. Zudem hält das Unternehmen Mehrheitsbeteiligungen an den Unternehmen Devanlay (Bekleidung z. B. Lacoste), Gant und Aigle International (Outdoor-Bekleidung und -Schuhe).
Die Maus Frères Holding gehört den Familien Maus und Nordmann. Der Umsatz lag 2006 bei CHF 5,89 Milliarden. Die Maus Frères Holding gehört zu den 500 grössten Unternehmen in der Schweiz.

## Geschichte
1902 eröffneten die Brüder Ernest (1871–1945) und Henri Maus (1868–1930) das Warenhaus Leon Nordmann in Luzern. Sie waren Söhne von Mayer Maus, welcher einer Ende des 19. Jahrhunderts eingewanderten jüdischen Kaufmannsfamilie angehörte. 1929 heiratete Simone, Ernests oder Henris Tochter (je nach Quelle), Robert Nordmann (1898–1986). Infolge übernahmen Simones Cousin André Maus (1897–1965) zusammen mit Robert das Geschäft. Zusammen mit der Brann AG gründete die Maus Frères S. A. 1929 die Einheitspreis-Aktiengesellschaft (EPA). 1933 bis 1945 wurde die Expansion durch das Filialverbot vorübergehend gestoppt. In den 1980er wurden die ersten Manora-Restaurants eröffnet. In den 1990er expandierte die Gruppe ins Ausland.
Heute wird das Unternehmen von Didier Maus (1956) in der vierten Generation präsidiert. Er ist der Enkel von André Maus.
Die Maus Frères SA ist Mitglied der Swiss Retail Federation und dort mit Alexandre Nodale, einem der Direktoren der Maus Frères SA, im Vorstand vertreten.

## Aktivitäten

### Einzelhandel
Die folgende Übersicht zeigt die Aktivitäten der Maus Frères Holding im Einzelhandel.
- Schweiz
  - Manor-Gruppe: Manor-Warenhäuser (71 Warenhäuser, CHF 2.893 Milliarden Umsatz, ca. 11'200 Mitarbeiter – Stand 2007)
- Shopping-Centers (sechs in der Schweiz)
  - Emmen Center, Emmenbrücke (Eröffnet: 1975)[7][8]
  - Chavannes Centre, Chavannes-de-Bogis
  - Centre Sant Antoine, Vevey
  - Centre Manor Sierre, Sierre – das erste von Maus Frères erbaute Einkaufszentrum
  - Centre Manor Monthey, Monthey
  - Centre Boujean, Biel/Bienne
- International
  - Gant Company (Schwedisches Modeunternehmen, SEK 1,4 Mrd. Umsatz, 274 Mitarbeiter)

### Gastronomie
Die 37 Manora-Restaurants befinden sich traditionell in Manor-Warenhäusern, sowie ehemals in Carrefour-Filialen, teilweise auch an unabhängigen Standorten.

### Kundenkarte
Die Gruppe verfügt über eine Kundenkarte unter dem Namen MyOne. Mit dieser Kundenkarten kann in Unternehmen, die der Maus Frères Holding gehören, bargeldlos eingekauft werden. Auch nicht mehr zur Holding gehörende Unternehmen wie City Disc oder Jeans & Co., sowie eine ganze Reihe von Dritten (u. a. Reisebüros, Bergbahnen, Tankstellen) akzeptieren die Karte als Zahlungsmittel.

### Produktion
Die Maus Frères Holding besitzt eine Mehrheitsbeteiligung an zwei Industrieunternehmen.
- Die französische Devanlay produziert Kleider für die Marke Lacoste. In Zukunft will das Unternehmen stärker im Vertriebsbereich tätig sein.
- Die französische Aigle produziert Outdoor-Kleider, -Schuhe und -Stiefel.

## Ehemalige Beteiligungen

### FLY (1998–2012)
Basierend auf einem Franchisevertrag mit dem Elsässer Einrichtungfachhändler FLY begann Manor 1998 mit der Eröffnung von Schweizer Filialen, die rechtlich unselbständig von Manor als Geschäftsbereich «FLY - Möbel & Dekoration» geführt wurden. Mitte 2011 wurden die mittlerweile 19 Filialen verselbständigt, in die Fly (Schweiz) AG überführt und nach Kündigung des Franchisevertrags 2012 ans französische Mutterhaus zurückverkauft.

### Parashop (1996–2014)
Die 1993 in Frankreich gegründete Drogeriekette Parashop Diffusion wurde 1996 übernommen. Das Unternehmen wurde im November 2014 wieder verkauft. Das Unternehmen bestand einst aus 47 Filialen und über 500 Mitarbeitern.

### Accarda (2007–2018)
Das insbesondere auf Kundenkarten spezialisierte Inkasso- und Kreditkartenunternehmen Accarda AG wurde 2005 von der Swisscom abgespalten und Mitte 2007 von der Maus-Holding übernommen, wobei Teile an die Swisscom-Tochter Alphapay AG zurückverkauft wurden. Ende 2007 erfolgte die Fusion mit der myOne Services AG, die für die Verwaltung der Manor-Kundenkarte myOne verantwortlich war. Mit dem Verkauf an die Aduno Holding im September 2018, schieden die Vertreter der Familie Maus Ende November 2018 aus dem Verwaltungsrat aus. Das Unternehmen arbeitet seit Mitte 2020 unter dem Namen Viseca.

### Athleticum (1995–2018)
Der 1995 in Hochdorf LU gegründete Sportfachhändler Athleticum Sportsmarkets AG positionierte sich insbesondere gegen das in der Schweiz dominierende, heterogene Intersport-Konglomerat, deren Einkaufsgenossenschaft 1944 gegründet und 1975 in die Dachgesellschaft Intersport (Schweiz) AG umgewandelt wurde, sowie die seit 1961 aufgebauten Filialen von Ochsner Sport hinter denen die Ochsner Holding stand, die 1992 von der Schweizer Deichmann-Tochter Dosenbach übernommen wurde. Anfang 2018 verdichteten sich die Anzeichen, dass die Manor-Gruppe einen Verkauf von Athleticum mit dazumal 23 Filialen an Decathlon ins Auge fassen könnte, nachdem eine erste Filiale den Verkauf von Decathlon-Artikeln testete. Mit dem wenige Monate später besiegelten Verkauf wurde im August 2018 aus der Athleticum Sportsmarkets AG die Decathlon Sports Switzerland SA mit Sitz in Genf, wobei die Vertreter der Familie Maus aus dem Verwaltungsrat schieden.

### Jumbo und Carrefour Schweiz
Die 1972 von Hans-Rudolf Stahel gegründete Jumbo-Markt AG wurde 1974 übernommen und betrieb unter dem Namen «Jumbo» erst Grossmärkte, ab 1982 dann auch spezialisierte Baumärkte. 2000 übernahm Carrefour (Frankreich) 40 % der Anteile der Jumbo Grossmärkte, die in Carrefour-Märkte umgewandelt wurden. Nachdem die Grossmärkte 2001 abgespalten und in die Distributis AG (Carrefour Schweiz) eingebracht wurden, konzentrierte sich Jumbo auf die Bau-, Hobby- und Gartenmärkte. 2006 übernahm Carrefour weitere 10 % an den Grossmärkten und hielt somit nun 50 %. 2007 verkauften Carrefour und die Maus Frère Holding den Anteil an Carrefour Schweiz an Coop. Im April 2021 wurde der Verkauf der 40 Jumbo-Standorte an Coop angekündigt und im November 2021 vollzogen; die bisherigen Fachmärkte Coop Bau+Hobby wurden in «Jumbo» umbenannt.

### Weitere
Von 1994 bis 2001 gehörten die «Streetware»-Läden Jeans & Co. und der Elektronikhändler Electroplus zum Konzern. Im Februar 2008 schloss die Maus Frères SA die im Dezember 2007 über ihre Tochtergesellschaft Procastor SA lancierte Übernahmeofferte für das schwedische Modeunternehmen Gant Company AB erfolgreich ab und hält per Ende Februar 2008 über 96 Prozent der Aktien.